# Ilya Fondaminsky
Ilyá Isidórovich Fondaminski (Илья Исидорович Фондаминский, n. 17 de febrero de 1880 en Moscú - f. el 19 de noviembre de 1942 en Auschwitz) fue un autor ruso judío (que escribía bajo el seudónimo Bunakov) y activista político, quien en la década de 1910 fue uno de los líderes del Partido Social-Revolucionario, y en 1917 se convirtió en miembro del gobierno provisional de Aleksandr Kérenski.
En 1918 participó en la Conferencia de Iași. En Francia, donde vivía desde que había inmigrado en 1919, se convirtió en un influyente editor de periódicos (Sovreménnye Zapiski, entre otros), autor de ensayos filosóficos y, posteriormente, filántropo, dando apoyo a fondos de caridad y revistas cristianas. Enfrentando a la ocupación nazi, rechazó dejar París, diciendo estar dispuesto a aceptar su destino cualquiera fuera éste. Arrestado en julio de 1941 y enviado al campo de concentración,  adoptó el cristianismo no mucho tiempo antes de ser enviado a Auschwitz. Murió allí el 19 de noviembre de 1942. En 2003 fue nombrado santo mártir de la Iglesia ortodoxa de Constantinopla por el Patriarca de Constantinopla.